# Jinotega megye
Jinotega egy megye Nicaraguában, székhelye Jinotega.

## Földrajz
A megye az ország északi részén található. Székhelye Jinotega. Területén található az ország harmadik legnagyobb tava, az Apanás-tó.
8 községből áll:
1. El Cua-Bocay
2. Jinotega
3. La Concordia
4. San Rafael del Norte
5. San Sebastian de Yali
6. Santa María de Pantasma
7. Wiwilí
8. San José de Bocay